# Мюллер, Александр (теннисист)
Александр Мюллер (фр. Alexandre Müller; род. 1 февраля 1997, Пуасси) — французский теннисист; победитель одного турнира АТР в одиночном разряде; чемпион Средиземноморских игр (2018).

## Общая информация
Отец — Стефан работает в компании BNP Paribas; мать — Виржини — агент в ипотечной сфере; есть брат — Жюльен.
В доме его детства был теннисный корт и он начал играть с отцом в возрасте шести лет. Любимое покрытие — грунт; любимый турнир — Ролан Гаррос. Кумиром в мире тенниса в период взросления был Роджер Федерер.

## Спортивная карьера
Александр Мюллер с 2013 года начал играть на турнирах из серии «фьючерс». В более старшей серии «челленджер» впервые появился в 2015 году, а с 2017 года стал там появляться более регулярно. В мае 2017 года он дебютировал на турнире Большого шлема, получив уайлд-кард в одиночный разряд Открытого чемпионата Франции. В первом раунде он встретился с бразильцем Тьягу Монтейру, которому уступил в пяти сетах.
К концу 2018 года Мюллер смог выиграть шесть одиночных «фьючерсов» и вышел в финал еще в 13 турнирах. Впервые он успешно прошел квалификацию на турнире Большого шлема в 2019 году на Открытом чемпионате Франции, где в первом раунде проиграл Роберто Карбальесу Баэне в трёх сетах. В сентябре 2019 года Мюллер впервые вышел в финал «челленджера» в Глазго, где проиграл в двух сетах Эмилю Руусувуори. В ноябре он выиграл ещё один «фьючерс», седьмой в своей карьере.
После довольно напряженного 2020 года без участия в финалах Мюллер в качестве лаки-лузера вышел в основной турнир на Открытом чемпионате Австралии, где одержал первую победу на Большим шлемах в первом раунде над Хуаном Игнасио Лондеро, а во втором раунде проиграл Диего Шварцману в трёх сетах.
В феврале 2023 года, победив в квалификации, сумел дойти до четвертьфинала на турнире ATP-тура в Катаре. В апреле сыграл дебютный финал в ATP-туре, выиграв четыре матча на турнире в Марракеше. В борьбе за титул он проиграл Роберто Карбальесу Баэне со счётом 6-4, 6-7, 2-6.

## Рейтинг на конец года
| Год  | Одиночный рейтинг | Парный рейтинг |
| 2024 | 67                | 264            |
| 2023 | 81                | 834            |
| 2022 | 160               | 427            |
| 2021 | 224               | 421            |
| 2020 | 207               | 464            |
| 2019 | 234               | 395            |
| 2018 | 342               | 644            |
| 2017 | 357               | 658            |
| 2016 | 331               | 426            |
| 2015 | 708               | 1072           |
| 2014 | 1230              | 1655           |
| 2013 | 1304              | 1557           |

## Выступления на турнирах

### Финалы турнировATPв одиночном разряде (3)

#### Победа (1)
| Легенда                     |
| --------------------------- |
| Турниры Большого шлема (0)* |
| Итоговый турнир ATP (0)     |
| Мастерс (0)                 |
| АТР 500 (0)                 |
| АТР 250 (1)                 |

| Титулы по покрытиям | Титулы по месту проведения матчей турнира |
| ------------------- | ----------------------------------------- |
| Хард (1)*           | Зал (0)                                   |
| Грунт (0)           | Зал (0)                                   |
| Трава (0)           | Открытый воздух (1)                       |
| Ковёр (0)           | Открытый воздух (1)                       |

* количество побед в одиночном разряде.
| №  | Дата          | Турнир  | Покрытие | Соперник в финале | Счёт        |
| 1. | 5 января 2025 | Гонконг | Хард     | Кэй Нисикори      | 2-6 6-1 6-3 |

#### Поражения (2)
| №  | Дата            | Турнир                   | Покрытие | Соперник в финале       | Счёт           |
| 1. | 9 апреля 2023   | Марракеш, Марокко        | Грунт    | Роберто Карбальес Баэна | 6-4 6-7(3) 2-6 |
| 2. | 23 февраля 2025 | Рио-де-Жанейро, Бразилия | Грунт    | Себастьян Баэс          | 2-6 3-6        |